# عاموس لين
عاموس لين (بالإنجليزية: Amos Lane)‏ (و. 1778 – 1849 م) هو سياسي، ومحام من الولايات المتحدة الأمريكية .
وهو عضو في الحزب الديمقراطي الأمريكي .